# 大使路—淡江大道
大使路－淡江大道（简称大淡大道）是马来西亚巴生谷的主要高速公路之一，全长18公里（11英里）， 由新巴生河流域大道（E1）的大使路交通枢纽连接至淡江（Ulu Kelang）附近的青木花园（Taman Greenwood）交通枢纽，并与吉隆坡第二中环公路（联邦28号公路）交汇。建造该高速公路是为了连接这三条主要道路，即新巴生河流域大道（E1）、吉隆坡－加叻大道（E8）和吉隆坡第二中环公路（联邦28号公路）。

## 收费
大淡大道使用开放式收费系统。

### 收费率
该大道于2009年2月9日开始收费。最新的收费率于2017年11月23日开始生效如下：
| 级别 | 交通工具种类                          | 收费（令吉） |
| ---- | ------------------------------------- | ------------ |
| 0    | 摩托车、自行车或拥有2轮以下的交通工具 | 免费         |
| 1    | 拥有2轴与3或4轮的交通工具，除了计程车 | 2.50         |
| 2    | 拥有2轴与5或6轮的交通工具，除了巴士   | 3.80         |
| 3    | 拥有3轴或以上的交通工具               | 5.00         |
| 4    | 计程车                                | 1.30         |
| 5    | 巴士                                  | 1.30         |

注：该收费站以一触即通卡、SmartTAG精明卡或射频识别卡付费，不接受现金。